# Наводнение в Ленинграде (1924)
Наводнение в Ленинграде 23 сентября 1924 года стало вторым по высоте в истории Санкт-Петербурга после наводнения 1824 года, уровень воды поднялся на 369—380 сантиметров выше ординара.

## Описание
Как и в остальных наводнениях Санкт-Петербурга, причиной были циклоны с сильным ветром, пришедшие с Финского залива и столкнувшие балтийские волны с потоками Невы. Сопутствующим фактором был аномально высокий уровень осадков, выпавших в регионе в 1923 и 1924 годах, из-за чего почвы оказались переувлажнены, а уровни Финского залива и Ладожского озера — повышены.
Утром 23 сентября следов надвигающегося наводнения ещё не было, но в полдень задул сильный западный ветер, и уровень воды в Неве начал быстро подниматься. В 13:20 пять выстрелов орудия Петропавловской крепости ознаменовали подъём воды на 5 футов, затем оно стреляло каждые полчаса, а потом — каждые 15 минут. Около 3 часов дня вода начала заливать Васильевский остров как с запада, так и с востока. Затем под воду стали уходить другие части города, в первую очередь Адмиралтейский остров и Петроградская сторона. Вода залила улицы, затопила подвалы, служившие складами, машинными отделениями, а также жильём для беднейших жителей. В некоторых районах под воду ушли первые этажи. Распространённые тогда в городе торцовые мостовые, сложенные из дерева, оказались уничтожены; их деревянные шашки вместе с уплывшими дровами заполонили улицы и перекрывали движение даже после ухода воды. После 7 часов вечера наводнение достигло пика, по разным данным ординар был превышен на величину от 369 до 380 сантиметров, уступив только отметке наводнения столетней давности. В разных частях города вспыхнули пожары, в том числе на заводе взрывчатых веществ на Ватном острове. Вскоре уровень воды начал быстро снижаться, после 10 часов вечера горожане, пережидавшие стихию в верхних этажах зданий, смогли отправиться домой. К полуночи вода опустилась до отметки 1 метр выше ординара. В Ленинграде было объявлено военное положение, в следующие дни началось восстановление города местными и присланными силами.
Официальные данные оценивали количество погибших — 16 человек — числа, вызывавшие большие сомнения у очевидцев. В труде 1986 года гидролог Алексей Соколов оценил количество погибших в 600 человек. Более 15 тысяч семей лишились крова. Было затоплено 2040 строений в Петроградском районе, 1460 — в Центральном, 912 — на Василеостровском, 660 — в Московско-Нарвском, 80 — в Выборгском, 67 — в Володарском. Наводнение снесло 19 мостов города, в том числе Сампсониевский и Гренадерский, повредило десятки других. Были повреждены 2 миллиона квадратных метров мостовых и 120 трамвайных вагонов, уничтожены 550 деревьев Летнего сада и стрелка Елагина острова. Повреждены порт и многие заводы, отсутствовала телефонная связь, особенно серьёзно пострадали — «Красный путиловец» и «Русский дизель». Затонули или были выброшены на берег 40 судов. Из железных дорог особенно повреждена ветка на Сестрорецк. Материальный ущерб от наводнения был оценён в 130 миллионов рублей.
Главная геофизическая обсерватория попала под критику за свой прогноз подъёма уровня воды 23 сентября не более чем на 4 фута. Наводнения в Ленинграде и борьба с ними получили большое внимание печати и виднейших учёных. В 1925 году по поручению губисполкома была выпущена книга «Ленинград в борьбе с наводнением», описывавшая как научные аспекты наводнений, так и борьбу с ними и их последствиями. Было объявлено о начале строительства дамбы в Гавани. Через несколько лет был представлен проект гидротехнических сооружений для защиты города, но строительство подобного комплекса началось только в конце 1970-х годов.
20 ноября 1924 года был выпущен почтово-благотворительный выпуск почтовых марок «Пострадавшему от наводнения Ленинграду».

## В художественной литературе
- В стихотворении для детей «Алёшины Галоши» Марии Шкапской (1925) две галоши вплавь возвращаются из путешествия по Африке в Ленинград, где, по причине крупного наводнения, подплывают прямо к дому своего хозяина Алёши. Судя по году издания произведения и тому, что город уже называется Ленинградом, подразумевается именно описываемое в данной статье стихийное бедствие[3].

В книге Тамары Петкевич «Жизнь — сапожок непарный» упоминается наводнение 1924 года в Ленинграде.